# Wojciech Kamiński

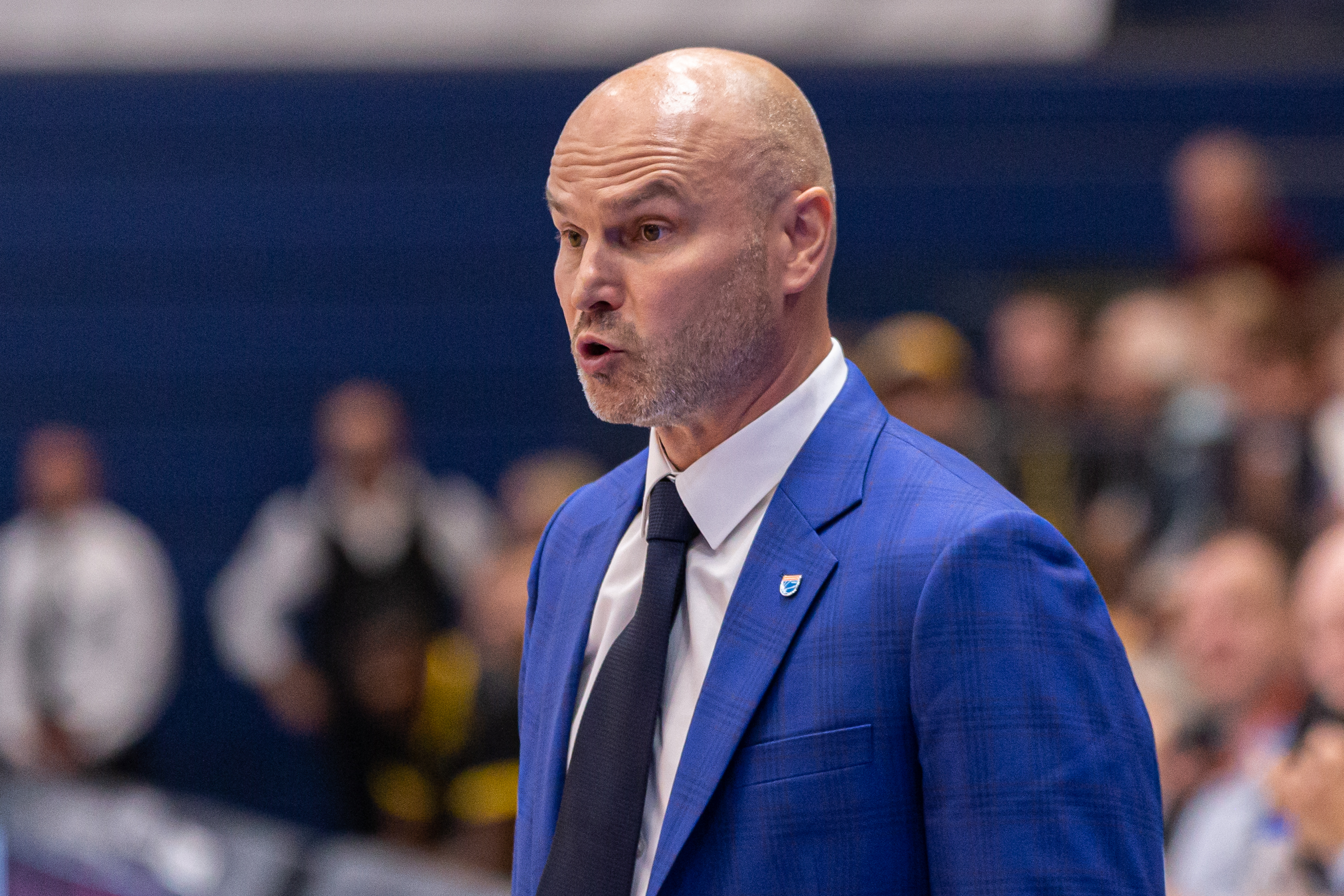
Wojciech Kamiński (2019)

Wojciech Kamiński (* 27. Februar 1974) ist ein polnischer Basketballtrainer.

## Leben
Kamiński, der in Danzig an der Universität für Leibeserziehung studierte, begann seine Trainerlaufbahn im Jahr 2002 bei Polonia Warschau in der ersten polnischen Liga. Dieses Amt übte er zunächst bis zu seiner Entlassung im Dezember 2005 aus und führte die Mannschaft in der polnischen Meisterschaft zweimal zum Gewinn der Bronzemedaille. Kurz nach der Trennung von Polonia übernahm er den Trainerposten bei Turów Zgorzelec und hatte diesen bis zum Ende der Saison 2005/06 inne. Er kehrte vor dem Spieljahr 2006/07 zu Polonia Warschau zurück. Seine zweite Warschauer Amtszeit dauerte bis 2011 an.
Ab November 2011 betreute er Polpharmie Starogard Gdański, im November 2012 wurde er entlassen. Kurz nach der Trennung von der Danziger Mannschaft wurde er im Dezember 2012 von Rosa Radom als Cheftrainer eingestellt. Er blieb bis 2018 im Amt. 2014 und 2015 wurde er als Trainer des Jahres der polnischen Liga ausgezeichnet. Radom führte er 2016 zur polnischen Vizemeisterschaft sowie zum Gewinn des nationalen Pokalwettbewerbs. Er nahm mit der Mannschaft in der Saison 2016/17 auch an der Champions League teil.
In der Saison 2018/19 trainierte er die Mannschaft von Stal Ostrów Wielkopolski und gewann mit dieser den polnischen Pokal. Zudem war er bei der polnischen Nationalmannschaft Assistent von Cheftrainer Mike Taylor und trug zur Qualifikation für die Weltmeisterschaft 2019 bei. Im Juni 2019 wurde er als neuer Cheftrainer des Bundesligisten Mitteldeutscher BC vorgestellt. Anfang November 2019 gab der MBC bekannt, dass Kamiński eine mehrwöchige Auszeit nehmen würde, um Kraft zu tanken. Sein Assistent Aleksandar Scepanovic übernahm die Aufgabe des Cheftrainers. Wenige Tage nach der Vereinsmeldung äußerte MBC-Geschäftsführer Martin Geissler gegenüber der Mitteldeutschen Zeitung jedoch, Auslöser für die Pause seien „überwiegend sportliche Gründe“ gewesen, Kamiński sei nicht krank, sondern es habe sich um „eine klare Entscheidung“ der Vereinsführung gehandelt. Er kehrte beim MBC nicht ins Traineramt zurück, denn Mitte November 2019 verpflichtete der Verein Björn Harmsen als neuen Mann für die Bank.
Im Februar 2020 wurde er Trainer von Legia Warschau.